# Увац (заповедник)
Особый природный заповедник Увац (серб. Специјални резерват природе Увац / Specijalni rezervat prirode Uvac) — особый природный заповедник I категории в Сербии. Известен успешным проектом по сохранению белоголового сипа.

## Расположение
Заповедник расположен на юго-западе Сербии, в муниципалитетах Нова-Варош (примерно 2/3) и Сьеница (1/3) в Златиборском округе. Охраняемая территория имеет вытянутую форму и включает в себя долину реки Увац, а также ущелье Увац.

## География
Географически долина Увац является частью возвышенности Стари Влах-Рашка. Она окружена горами Златар на западе, Муртеница и Чемерница на севере, Явор на востоке и Ядовник на юге. Самая низкая точка заповедника — 760 м, а самая высокая — 1322 м. Центральный морфологический разрез фактически представляет собой каньонообразную долину реки, включая долины её притоков. Река глубоко врезала свое русло в известняковые скалы и образовала суженные долины-каньоны с высокими и крутыми известняковыми скалами. Средняя глубина долины составляет от 200 м до 300 м, при этом самая глубокая часть составляет 350 м. Ущелье Увац особенно известно своими «защемлёнными» меандрами или меандрами, прорезанными в виде каньона. Относительная высота меандров достигает около 100 м возле деревни Горне-Лопиже. Фотографии меандров часто используются в рекламных туристических изданиях Сербии.
В ущелье оборудовано 12 смотровых площадок. Самыми популярными являются Велики Крш («Великий Карст»), Велики Врх («Великая вершина») и Молитва. С этих трёх точек были сделаны самые известные панорамные снимки ущелья.
Рельеф по своей природе карстовый, с многочисленными соответствующими элементами: карстовыми равнинами, котловинами, воронками, пещерами, шахтами и каменными укрытиями. Пещеры многочисленны и различаются по размеру: от небольших пещер до одной из крупнейших пещерных систем в Сербии. Исследовано 6185 м системы пещер Ушак, что по состоянию на 2017 год делает её третьей по длине пещерой в Сербии после пещеры Лазаря и пещеры Церье. Система состоит из двух пещер, Ушак и Ледена (Ледяная пещера), которые соединены ямой Бездан (Бездна). К другим пещерам заповедника относятся пещеры Тубича, Дуруля и Баждарска. Все они богаты образованиями: сталактитами, сталагмитами, драпировками и инеем. Подсчитано, что системе Ушак 250 миллионов лет, но она всё ещё геологически активна.
Воды реки Увац используются для трёх гидроэлектростанций на территории заповедника, каждая из которых имеет искусственное озеро: Бистрица с озером Радойня (1960 г.), Кокин-Брод с озером Златар (1962 г.) и Сьеница с озером Сьеница (1979 г.).

## Флора и фауна

### Растения
В заповеднике насчитывается 219 видов растений. Из них 3 имеют международное значение, 3 занесены в Красную книгу, 25 помещены под контролируемый режим сбора и торговли и 50 считаются обладающими лечебными свойствами.

### Животные
В реке Увац и её притоках на территории заповедника водится 24 вида рыб. Чистые воды рек и других водоёмов являются естественными нерестилищами дунайского лосося, кумжи (подвиды faria и lacustris), американской палии, судака, средиземноморского усача, обыкновенного подуста и голавля.
Фауна млекопитающих включает волков, медведей, кабанов, лисиц, зайцев, барсуков и лесных куниц, некоторые из которых в Сербии объявлены редкими и находящимися под угрозой исчезновения.

#### Птицы
Главной достопримечательностью заповедника является орнитофауна, насчитывающая 172 вида птиц. Самым важным обитателем Уваца является белоголовый сип, один из двух оставшихся видов стервятников, гнездящихся в Сербии. Крупная птица с размахом крыльев до 3 м занимает уникальное место в пищевой цепи экосистемы, поскольку питается исключительно падалью, обеспечивая «естественную переработку». В годы после Второй мировой войны этот вид находился на грани исчезновения. Чтобы спасти птиц, в 1971 году часть ущелья Увац стала охраняемой, но всё же численность птиц сократилась всего до 7 в 1970-х годах и до 10 особей в 1990 году. В тот момент казалось, что этот вид вымрет, поскольку он уже исчез в восточной Сербии, Румынии, Албании, Боснии и Герцеговине и Черногории.
В районе Требине в Боснии и Герцеговине жила стая. После начала боснийской войны в 1992 году они перебрались в Увац. Ситуация начала улучшаться, когда в 1994 году было создано откормочное место Манастирина. К 2017 году численность белоголовых сипов выросла до 110 гнездящихся пар и почти 500 птиц в целом. Это крупнейшая колония белоголовых сипов на Балканах и одна из крупнейших в Европе, крупнее, пожалуй, только колония в Испании. Поскольку популяция росла, в 2011 году было решено вернуть часть птиц, чтобы снова заселить территорию Требине. Первые экземпляры были переселены в 2015 году.
Белоголовые сипы из Уваца кочуют по всей Европе и Ближнему Востоку. Птицы, помеченные в Уваце, были замечены в 18 странах, от Испании на западе до Йемена, в 4000 км на юго-востоке. Семь птиц были обнаружены на расстоянии в 2000 км, в Израиле, они позже вернулись в Увац. Например, самка по имени Сара, вылупившаяся в Уваце в 2011 году, была поймана и помечена в Израиле в 2012 году. Достигнув половой зрелости, она вернулась в Сербию в 2017 году. Приборы слежения показали, что некоторые птицы летали на высоте до 10 км. Один самец полетел на север, в Польшу, и там получил травму. Польский посол перевёз его обратно в Увац на самолёте, он был вылечен и назван Урошем Слабым в честь последнего сербского императора. Он стал туристической достопримечательностью. Ещё одной знаменитой жительницей была самка по имени Добрила. Она вылупилась в 2018 году в местности Орловица и в свой первый дальний перелёт в том же году прилетела к турецко-сирийской границе, где была найдена полностью истощённой. Весной 2019 года для неё организовали специальный рейс и на самолёте её перевезли обратно в Увац. В декабре 2020 года её нашли мёртвой в заповеднике, застрявшей между четырьмя запутанными грабовыми кронами.
Поскольку популяция процветает, в заповеднике становится всё меньше подходящих мест для гнездования. В 2009 году был подготовлен проект по реинтродукции белоголовых сипов в Стару-Планину. Раньше птицы обитали в этом районе Восточной Сербии, на границе с Болгарией, но вымерли в конце 1940-х годов. Из-за финансовых трудностей проект был приостановлен, но не свёрнут. Программа реинтродукции продолжилась в 2017 году в рамках более широкой европейской программы. Помимо прочего, кормушки будут размещены вдоль миграционных маршрутов стервятников, но государственная бюрократия продолжала препятствовать реализации проекта, поэтому к 2020 году реинтродукция осталась лишь на бумаге.
Камера, установленная на кормовой площадке, зафиксировала показ ещё двух видов хищных птиц, которые вымерли в этих районах: чёрного грифа и обыкновенного стервятника. Администрация заповедника совместно с «Институтом биологических исследований Синиши Станковича» и «Институтом охраны природы Сербии» желает реализовать проект реинтродукции другого вида стервятников, вымершего в регионе, — бородача. Среди других птиц охраняемой территории — множество видов ястребов, сов и особенно орлов: орлан-белохвост, беркут, обыкновенный канюк и змееяд. Увац также является одним из редких мест гнездования большого крохаля в Сербии и местом наибольшей зарегистрированной популяции этой птицы на Балканах.
В 2017 году экологи предупредили, что чрезмерный туризм ставит под угрозу популяцию белоголовых сипов. Туристические гиды часто отходят от лодочных туристических маршрутов, подводят туристов ближе к гнёздам и даже пугают птиц, чтобы они взлетели и туристы могли их сфотографировать. В 2016—2017 годах из гнёзд на лодочном маршруте 12 были заброшены, 6 разрушились и из двух выпали птенцы. Всё же птицы привыкли к гостям. Когда туристы посещают смотровые площадки, над ними начинают летать птицы, ожидающие еды. Птенцы настолько сыты, что вместо веса от 8 до 9 кг некоторые весят до 12–13 кг и падают в озёра. Лесники подбирают их и возвращают в гнёзда, пока они не похудеют и не научатся летать. В летнем сезоне 2017 года число посетителей составило 12 000 человек.
К концу 2018 года насчитывалось почти 150 гнездящихся пар различных грифов и 600 одиноких особей. Отслеживание показывает, что в среднем один стервятник пролетает около 40 км в день по кругу. Массивное террасообразное сооружение, с помощью которого птицы взлетают, называют «Замком грифонов». Птицы продолжали распространяться, и к 2020 году трекеры были установлены на 327 отдельных птицах, которые были замечены в 4000 местах в 22 странах. Семь птиц удалось отследить с помощью спутников.
В августе 2020 года несколько птенцов утонули, когда вертолёт низко пролетал над ущельем и напугал птиц, вынужденных прыгнуть в воду. Экологи предупреждают об этом как минимум с 2018 года. В то же время проправительственный медиамагнат Желько Митрович разместил в своём аккаунте в Твиттере видео, на котором он пилотирует вертолёт над Увацем. Это вызвало общественный резонанс, однако власти заявили, что понятия не имеют, кто пролетал над этой местностью. В результате правительство приняло решение об условно-бесполётной зоне над Увацем и несколькими другими охраняемыми территориями (Трешница, Милешевка).
Белоголовый сип занимает своё место в культурных, мифологических и народных верованиях. Люди верили, что эта птица ясновидящая и может жить более 500 лет. Его описывали как посредника между богами, людьми и подземным миром, а также как справедливую птицу, которая никогда не убивает ради развлечения, а только забирает то, что принадлежит ему. Считалось, что стервятник способен предсказывать шторма и ему не следует причинять ему вреда, иначе семья птицеубийц вызовет гнев богов. Некоторые фольклористы полагают, что сербский орёл, изображённый на гербе Сербии, был создан по образцу белоголового сипа. Однако, как и в случае с некоторыми другими европейскими гербами, более вероятным источником был восточный имперский орёл. В отличие от белоголовых сипов, не было предпринято попыток сохранения человеком популяции восточного могильника, которая к 2018 году сократилась в Сербии до одной гнездящейся пары.

## Природоохранные мероприятия
Регион Увац был объявлен охраняемой территорией в 1971 году. Он занимает площадь 75,43 км². В 2008 году он был признан одним из семи природных чудес Сербии.
В октябре 2018 года уровень воды в озере упал примерно на 20 м за 20 дней, но в целом уровень снижался в течение двух месяцев. Лодки, оставленные на берегу, за ночь застряют на суше на расстоянии в полметра. Вода использовалась государственной электроэнергетической компанией Elektroprivreda Srbije (EPS) для увеличения производства электроэнергии. За этот период общая длина озера сократилась с 27 км до 23 км. В EPS заявили, что это нормально и не нанесёт вреда дикой природе. Это совпало с пересыханием других водоёмов на охраняемых территориях в других частях Сербии (озеро Власина, озеро Завой). Это вызвало подозрения, что форсирование производства электроэнергии является частью какой-то схемы, в случае с Увацем, с компаниями из Боснии и Герцеговины. В EPS также опровергли эти утверждения, заявив, что в предыдущие периоды, а особенно в 2000 и 2012 годах, уровень воды был значительно ниже, чем сегодня. При этом компания не раскрыла, почему они опорожняют озеро.
В 2019 году Институт охраны природы Сербии подготовил новое исследование по охране заповедника и отправил его правительству. В апреле 2021 года правительство объявило, что площадь заповедника будет увеличена с 75,43 квадратных километров до 117,46 квадратных километров. В некоторых частях будет введён высший уровень защиты – уровень I. Все суда должны будут перейти на электродвигатели. Озеро Радойня будет помещено под специальную систему охраны, которая будет включать полный запрет на судоходство и даже плавание.